# 풍납중학교
풍납중학교(風納中學校)는 대한민국 서울특별시 송파구 풍납동에 있는 공립 중학교이다.

## 학교 연혁
- 1982년 12월 9일 : 풍납중학교 설립 인가(24학급)
- 1983년 3월 1일 : 이회운 초대 교장 취임
- 1986년 2월 13일 : 제1회 졸업식(남 9학급, 여 9학급, 총 1,248명)
- 2021년 9월 1일 : 제13대 교장 유정호 취임
- 2022년 1월 28일 : 제37회 졸업식(졸업생 남 64명, 여 41명 총 105명)
- 2023년 3월 2일 : 입학식(신입생 112명)

## 참고 자료
- 풍납중학교 - 한국교육학술정보원 학교알리미